# Puerto de Bratislava

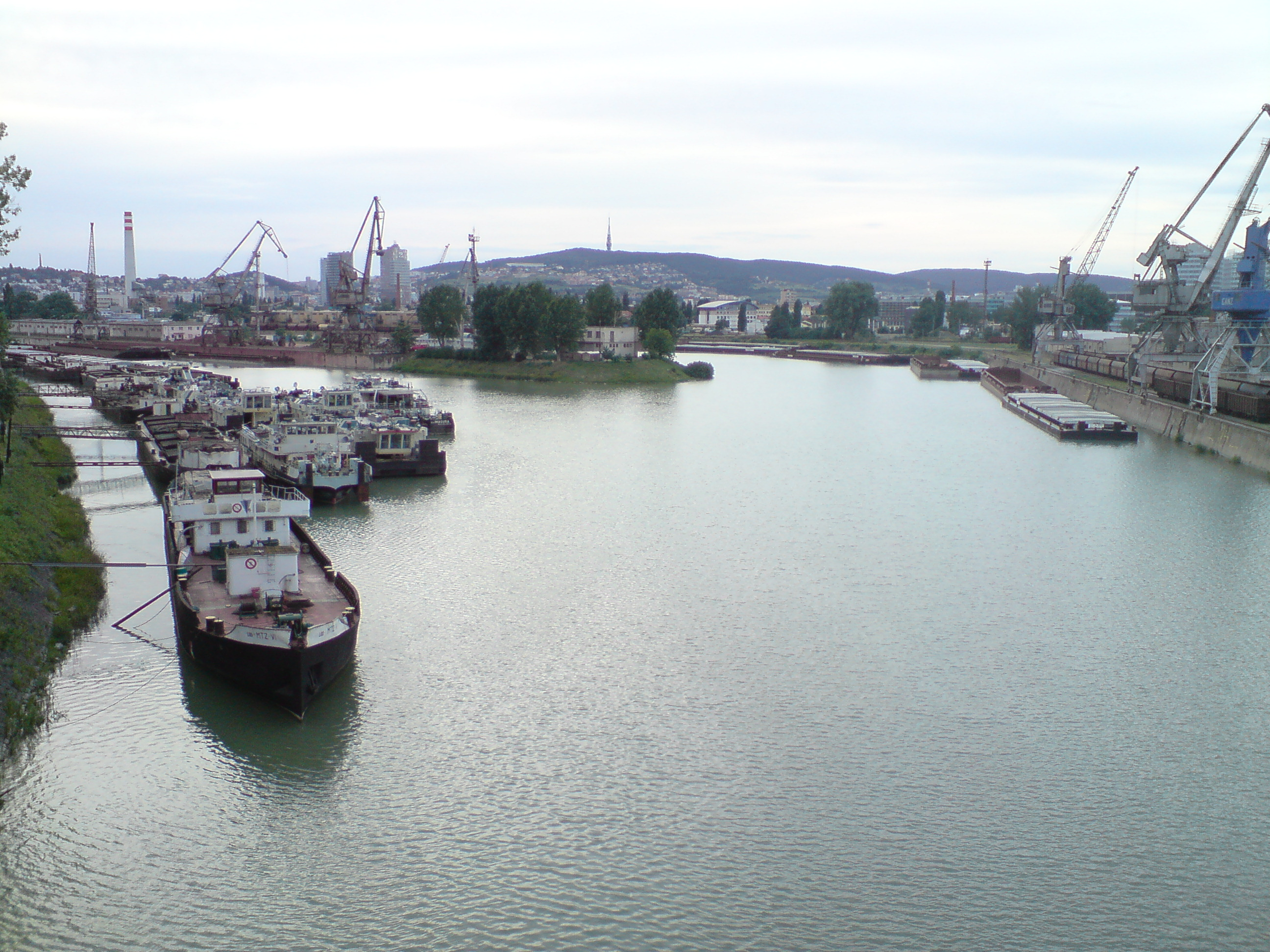
Puerto de Bratislava

El Puerto de Bratislava (en eslovaco Prístav Bratislava) es un importante puerto fluvial del río Danubio y —en un sentido más amplio— de la vía fluvial del Rin-Meno-Danubio, situado en Bratislava, la capital de Eslovaquia. Consta de un puerto de pasajeros, situado cerca del centro histórico, y un puerto de carga, situado en el barrio de Ružinov, más al este. Se trata de una instalación clave para la economía de Eslovaquia, y es, junto con el de Komárno, uno de los dos puertos internacionales del país.
El puerto se encuentra en la intersección estratégica del Canal Rin-Meno-Danubio con el Corredor Báltico-Adriático, que forman parte de Red transeuropea de transporte, y está situado cerca de dos grandes puertos, el Puerto de Viena y el Puerto de Budapest.
La autoridad portuaria del puerto de Bratislava es la empresa Verejné prístavy, a.s. (VP, "Puertos Públicos"). Goza de conexiones por ferrocarril, por carretera y por sistema de tuberías con la refinería Slovnaft.